# 7575 Kimuraseiji
7575 Kimuraseiji este un asteroid din centura principală de asteroizi.

## Descriere
7575 Kimuraseiji este un asteroid din centura principală de asteroizi. A fost descoperit pe 22 decembrie 1989 la Yatsugatake de Yoshio Kushida și Osamu Muramatsu. Asteroidul prezintă o orbită caracterizată de o semiaxă mare de 2,27 ua, o excentricitate de 0,16 și o înclinație de 2,6° în raport cu ecliptica.